# CHAGE and ASKA CONCERT TOUR 02-03 THE LIVE
『CHAGE and ASKA CONCERT TOUR 02-03 THE LIVE』（チャゲアンドアスカ・コンサート・ツアー ゼロニーゼロサン ザ・ライブ）は、CHAGE and ASKAのライブ・ビデオ。
2003年8月6日にVHSとDVDで、2012年4月25日にBDで発売された。発売元はユニバーサルミュージック。

## 概要
初のセルフカバーアルバム「STAMP」を提げ、2002年11月15日から2003年5月17日にかけて行われたコンサートツアー「CHAGE and ASKA CONCERT TOUR 02-03 THE LIVE」の中から、日本武道館公演の模様を収録。
リアレンジされた楽曲がセットリストに並んでおり、リアレンジの完成がアルバム完成後だったためアルバムには収録されなかった「僕はこの瞳で嘘をつく」はこのライブで初めて披露された (このアレンジは現在も音源化されていない)。また、デビューシングル「ひとり咲き」など一部の楽曲は原曲キーで披露されている。
特典ディスクにはツアー中の旅の記録などを収めた『THE ROAD TO THE LIVE』が収録されている。

## 収録曲

### DISC 1
1. 〜Opening Movie〜
2. 夢の番人
作詞・作曲：ASKA
3. この愛のために
作詞・作曲：ASKA
4. BROTHER
作詞・作曲：ASKA
5. the corner
作詞・作曲：ASKA
6. パラシュートの部屋で
作詞・作曲：ASKA
7. 夢の飛礫
作詞：CHAGE　作曲：CHAGE・Tom Watts
8. WALK
作詞・作曲：ASKA
9. 今日は…こんなに元気です
作詞：ASKA・青木せい子　作曲：CHAGE
10. 僕はこの瞳で嘘をつく
作詞・作曲：ASKA
11. 終章（エピローグ）
作詞：CHAGE・田北憲次　作曲：CHAGE
12. 鏡が映したふたりでも
作詞・作曲：ASKA
13. SAY YES
作詞・作曲：ASKA
14. ひとり咲き
作詞・作曲：ASKA
15. YAH YAH YAH
作詞・作曲：ASKA
16. なぜに君は帰らない
作詞・作曲：ASKA
17. 港に潜んだ潜水艇
作詞：ASKA　作曲：CHAGE・村上啓介
18. Trip
作詞・作曲：ASKA
19. THE TIME
作詞・作曲：ASKA
20. PRIDE
作詞・作曲：ASKA
21. 太陽と埃の中で
作詞・作曲：ASKA
22. 〜Ending Movie〜

### DISC 2
1. THE ROAD TO THE LIVE
  1. Opening
  2. On The Road
  3. The Band
  4. In The Halls
  5. Ending「太陽と埃の中で」のSTAMPバージョンのミュージック・ビデオ。
  6. Credits